# Thérondels
 Thérondels  (en occitano Terondèls) es una población y comuna francesa, situada en la región de Mediodía-Pirineos, departamento de Aveyron, en el distrito de Rodez y cantón de Mur-de-Barrez.

## Demografía
| 805 | 804 | 683 | 606 | 505 | 478 |
| Para los censos de 1962 a 1999 la población legal corresponde a la población sin duplicidades (Fuente: INSEE [Consultar]) |     |     |     |     |     |